# Rally Villa de Adeje de 2018
El Rally Villa de Adeje 2018 fue la 28º edición y la cuarta ronda de la temporada 2018 del Campeonato de España de Rally. Se celebró del 11 al 12 de mayo y contó con un itinerario de catorce tramos que sumaban un total de 154,54 km cronometrados. Contó con cuarenta y tres inscritos destacando a Miguel Fuster (Ford Fiesta R5), líder del certamen tras el Rally de Canarias, Iván Ares, José Antonio Suárez, Surhayen Pernía (Hyundai i20 R5), Joan Vinyes (Suzuki Swift Sport R+), Alberto Monarri (Abarth 124 Rally RGT), Antonio Ponce (Hyundai i20 R5) o Javier Pardo (Suzuki Swift Sport R+), entre otros. La prueba no era puntuable para ninguna de las copas o trofeos habituales del nacional.
La pelea por la victoria se centró entre José Antonio Suárez e Iván Ares que finalmente se adjudicaría el asturiano por solo tres segundos de diferencia. Ares lideró gran parte la prueba pero en la segunda jornada no pudo con Suárez que marcó el mejor tiempo en la mayoría de tramos y logró auparse a la primera posición en el penúltimo tramo y se llevó su primer triunfo en Adeje (segundo de la temporada). Aun así la segunda posición le valía a Ares para hacerse con el primer puesto en la clasificación general del campeonato de España, empatado a puntos con Miguel Fuster, que fue tercero. El tercer Hyundai i20 R5, el de Surhayen Pernía, finalizó en la cuarta plaza dando un gran resultado a la marca Hyundai.

## Itinerario
| Día   | Tramo                     | Nombre             | Distancia | Hora                      | Ganador             | Tiempo              | Líder                         |
| Día 1 |                           |                    |           |                           |                     |                     |                               |
| ----- | ------------------------- | ------------------ | --------- | ------------------------- | ------------------- | ------------------- | ----------------------------- |
| Día 1 | TC1                       | Adeje BP           | 11.40 km  | 17:30                     | Miguel Ángel Fuster | 8:05.3              | Miguel Ángel Fuster           |
| Día 1 | TC2                       | Santiago del Teide | 17.80 km  | 18:10                     | Enrique Cruz        | 10:04.9             | Iván Ares José Antonio Suárez |
| Día 1 | TC3                       | Guía de Isora      | 12.30 km  | 18:45                     | Iván Ares           | 8:08.3              | Iván Ares                     |
| Día 1 | TC4                       | Adeje BP           | 11.40 km  | 21:05                     | Miguel Ángel Fuster | 8:03.6              | Iván Ares                     |
| Día 1 | TC5                       | Santiago del Teide | 17.80 km  | 21:45                     | Iván Ares           | 10:09.6             | Iván Ares                     |
| Día 1 | TC6                       | Guía de Isora      | 12.30 km  | 22:20                     | Iván Ares           | 8:15.0              | Iván Ares                     |
| Día 2 |                           |                    |           |                           |                     |                     | Iván Ares                     |
| TC7   | Arona-Vilaflor-San Miguel | 14.95 km           | 10:00     | José Antonio Suárez       | 8:35.5              |                     | Iván Ares                     |
| TC8   | Granadilla                | 11.20 km           | 10:45     | José Antonio Suárez       | 6:44.5              |                     | Iván Ares                     |
| TC9   | Arico-Fasnia              | 8.52 km            | 11:20     | José Antonio Suárez       | 5:53.0              |                     | Iván Ares                     |
| TC10  | Adeje Show BP             | 1.10 km            | 12:25     | Surhayen Pernía           | 1:02.6              |                     | Iván Ares                     |
| TC11  | Arona-Vilaflor-San Miguel | 14.95 km           | 14:20     | Cancelado                 | Cancelado           |                     | Iván Ares                     |
| TC12  | Granadilla                | 11.20 km           | 15:05     | José Antonio Suárez       | 6:44.8              |                     | Iván Ares                     |
| TC13  | Arico-Fasnia              | 8.52 km            | 15:40     | José Antonio Suárez       | 5:52.1              | José Antonio Suárez |                               |
| TC14  | Adeje Show BP             | 1.10 km            | 16:45     | Surhayen Pernía Iván Ares | 1:02.6              | José Antonio Suárez |                               |

## Clasificación final
| Pos.    | Piloto               | Copiloto               | Automóvil             | Tiempo    | Diferencia |
| General | General              | General                | General               | General   | General    |
| ------- | -------------------- | ---------------------- | --------------------- | --------- | ---------- |
| 1.      | José Antonio Suárez  | Cándido Carrera        | Hyundai i20 R5        | 1:29:00.2 | 0.0        |
| 2.      | Iván Ares            | José Antonio Pintor    | Hyundai i20 R5        | 1:29:03.2 | +3.0       |
| 3.      | Miguel Ángel Fuster  | Ignacio Aviñó          | Ford Fiesta R5        | 1:29:28.7 | +28.5      |
| 4.      | Surhayen Pernía      | Rogelio Peñate         | Hyundai i20 R5        | 1:29:57.0 | +56.8      |
| 5.      | Adrián García Febles | Raquel Ruiz Arias      | Peugeot 208 T16       | 1:31:18.4 | +2:18.2    |
| 6.      | Antonio Ponce        | Rubén González         | Hyundai i20 R5        | 1:31:20.9 | +2:20.7    |
| 7.      | Javier Pardo Siota   | Adrián Pérez Fernández | Suzuki Swift Sport R+ | 1:32:12.7 | +3:12.5    |
| 8.      | Joan Vinyes          | Jordi Mercader         | Suzuki Swift Sport R+ | 1:33:18.2 | +4:18.0    |
| 9.      | Alberto Monarri      | Rodrigo Sanjuán        | Abarth 124 Rally RGT  | 1:35:46.3 | +6:46.1    |
| 10.     | Ángel Bello          | Tagother Vargas        | Škoda Fabia S2000     | 1:36:14.9 | +7:14.7    |